# Красильщик, Зинаида Исааковна
Зинаи́да Исаа́ковна Краси́льщик (1896, Кишинёв, Бессарабская губерния — 1949, Свердловск) — советский экономист и педагог, директор Пермского университета и Пермского индустриального пединститута (1932—1933).

## Биография
Родилась в Кишинёве в семье известного этномолога Исаака Матвеевича Красильщика (1857—1920) и Рахили Менделевны (Раисы Михайловны) Фукельман (1868—?). С 1905 по 1907 год жила в Берлине вместе с родителями, эмигрировавшими туда после еврейских погромов в Кишинёве. С 1907 по 1914 год обучалась в кишинёвской гимназии. 
В 1915—1916 годах — секретарь районной коммуны Красного креста. С 1916 года — член ВКП(б). С марта 1917 по март 1918 года — секретарь райкома, с марта 1919 по сентябрь 1919 год — помощник секретаря в Губкоме РКП(б) в Киеве. С сентября 1919 по сентябрь 1920 года — уполномоченный секретного отдела ВЧК, с сентября 1920 по июнь 1921 года — заведующий подотделом в городском райкоме ВКП(б) в Москве.
В 1924—1927 годах училась на экономическом факультете в Институте красной профессуры (Москва), получив квалификацию «Экономист»; одновременно в 1926—1927 годах — преподаватель Коммунистического университета трудящихся Востока (Москва). После окончания института с сентября 1927 по январь 1932 года работала заведующей кафедрой Урало-Сибирского коммунистического университета в Свердловске. По направлению Уралобкома переехала в Пермь.
C 4 января 1932 по 10 сентября 1933 года — профессор, директор Пермского университета и одновременно Пермского индустриального педагогического института.
Была репрессирована. Умерла в 1949 году в Свердловске.

## Семья
Брат — Михаил Исаакович Красильщик (1892, Кишинёв — 1959, там же), хирург, доктор медицинских наук, профессор кафедры госпитальной хирургии Кишинёвского медицинского института, заведующий хирургическим отделением Кишинёвской Еврейской больницы (до 1941 года) и 2-й городской больницы (до 1959 года). Сестра — Любовь (Евгения) Исааковна Красильщик (1885, Одесса — 1964, Москва), пианистка и музыкальный педагог, антропософ, ближайшая подруга Клавдии Николаевны Бугаевой (жены писателя Андрея Белого), была замужем за антропософом Т. Г. Трапезниковым. У З. И. Красильщик были также братья Александр (1893—1936) и Леонид (1904—?).
Двоюродный брат — Борис Самойлович Эфрусси, генетик. Двоюродная сестра — Елена Самойловна (Эстер Самуиловна) Эфрусси, музыкальный педагог-методист.